# Laphegy
Laphegy falu Romániában, Szatmár megyében.

## Fekvése
Szatmár megye déli részén, Nagyszokondtól keletre, a Bükk hegység alatt fekvő település.

## Története
Laphegy neve már a XV. században említve van a korabeli oklevelekben.
1424-ben nevét Lapheghnek írták, és a Bélteki uradalomhoz tartozott, és annak sorsában osztozott.
1424-ben Zelendet, majd később Felsew-Zelendet Laphegy szomszédjaként említik az oklevelek.
Laphegy falu a későbbi időkben a Károlyi család birtoka lett.
A 20. század elején a település nagyobb birtokosai a Károlyiak voltak.
A faluban található görögkatolikus templomot nagyon réginek mondják. Laphegy és Kisszokond
között volt egy közös nagy templom, azonban ezt lebontották, s anyagából újat építettek.
Borovszky az 1900-as évek elején írta a településről: "Kisközség a Bükk hegység alatt, 37 faházzal és 392 görög katholikus oláh lakossal. Határa 3123 k.hold…Utolsó postája Szakasz, távírója és vasúti állomása Erdőd".

## Nevezetességek
- Görögkatolikus templom.